# General Headquarters Line

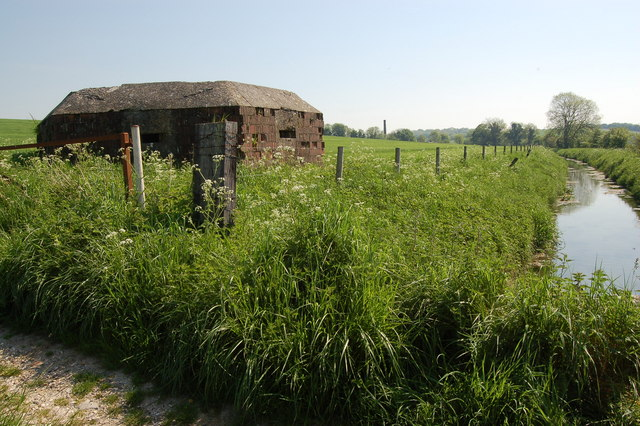
Ein FW3/22 Pillbox-Bunker nahe dem Kennet-und-Avon-Kanal

Die General Headquarters Line (auch als GHQ Line bezeichnet) war eine britische, während des Zweiten Weltkrieges angelegte Verteidigungslinie. Diese als Hauptverteidigungsstellung angelegte Linie sollte den Großraum London und das mittelenglische Industriegebiet schützen. Dieses Verteidigungssystem beginnt am Nordende der Taunton Stop Line nahe dem Ort Highbridge in Somerset, verläuft dann längs des Flusses Brue und des Kennet-und-Avon-Kanals nach Reading, südlich um London herum über Guildford und Aldershot nach Canvey Island und Great Chesterford in Essex, bevor sie im Norden bei Yorkshire endet. Diese Verteidigungslinie wurde gegen eine potenzielle deutsche Landung in England errichtet (Operation Seelöwe). Die Stellung bestand aus sogenannten Pillbox-Bunkern.